# 노다 준코
노다 준코는 일본의 여성 성우. 1971년 6월 29일 출생. 오사카시 출신. 데뷔작은 검용전설 야이바의 여자아이 역. 아오니숙 오사카교, 아오니 프로덕션, 카레이도스코프를 거쳐 현재 프리랜서를 하고 있다.